# Victòria de Samotràcia
La Niké o Victòria de Samotràcia (en grec: Νίκη τῆς Σαμοθράκης, Niki tis Samothrákis o Níké tes Samothrákes) és una escultura de marbre blanc de Paros de l'antiga Grècia que representa la deessa Atena Niké (Atena portant la victòria), pertanyent a l'escola de Rodes del període hel·lenístic. Forma un conjunt monumental de 5,57 metres d'alçada amb la base en marbre gris, que representa la proa d'un vaixell.
Des del 1884 s'exhibeix el que queda de l'escultura original, de la que se n'ha reconstruït a posteriori una part d'una ala, al capdamunt de l'escala principal del Museu del Louvre. N'hi ha còpies d'època a Grècia i a Montpeller, entre d'altres llocs. L'Estat grec està intentant el seu retorn a Grècia.
Té una alçada de 245 cm i es va elaborar en marbre cap a l'any 190 aC. Procedeix del santuari dels Cabirs a Samotràcia. Alguns experts l'atribueixen amb certa probabilitat a Pitòcrit de Rodes. Va ser descoberta el 1863 a l'illa de Samotràcia (Samothraki, en grec) pel cònsol francès Charles Champoiseau, un arqueòleg aficionat.
Quan es va descobrir es va creure que va ser encarregada per Demetri Poliorcetes per commemorar el seu triomf naval a la batalla de Salamina de Xipre sobre la flota de Ptolemeu Soter l'any 306 aC, perquè figurava a les monedes emeses del 294 aC al 288 aC. Però la datació de l'escultura cap a començaments del segle ii aC fa més lògic pensar que, en realitat, es va esculpir per celebrar les victòries d'Antíoc III el Gran.
Representa una figura de proa d'un vaixell, que actuaria de pedestal de la Niké, amb una actitud dinàmica i amb el cos presentant una lleu torsió. Va embolicada en un fi xitó i un mantell, vestidures que s'adhereixen al cos i en deixa traslluir l'anatomia, tractament aquest que recorda l'anomenada tècnica de draps molls atribuïda a les obres de Fídies. El mantell forma un rotlle sobre la cuixa dreta per caure després entre les cames, i origina així una composició molt característica en altres figures femenines de la mateixa època.
Les robes agitades pel vent afegeixen un dramatisme joiós a la Niké, tan característic de l'escola escultòrica de Rodes, una de les més expressives de l'hel·lenisme.

## Context
El naixement de la cultura i l'art grecs va tenir lloc entre els segles IX i VIII aC, després de la crisi per l'enfonsament de la civilització cretomicènica i la invasió dels doris. Aquest període inicial es va caracteritzar per la recuperació del comerç i la colonització de territoris a l'extrem occidental del Mediterrani. Al segle VII aC, el contacte amb les cultures egípcia i mesopotàmica va provocar la formació de l'arquitectura i l'escultura gregues, que van assentar les bases de l'art hel·lènic. Segles més tard, la victòria contra els perses (guerres mèdiques, 499-479 aC) va servir per a iniciar un període d'autonomia cultural i artística que es va centrar en l'hegemonia de l'Atenes de Pèricles. Aquesta hegemonia va entrar en conflicte amb les altres polis o ciutats-estat i va ser l'inici de les guerres del Peloponès i la causa de la decadència econòmica de les ciutats gregues. Aquesta situació va ser aprofitada durant el segle IV pels macedonis que, sota el lideratge de Filip II i el seu fill Alexandre el Gran, van unificar totes les polis gregues i van aconseguir el somni hel·lènic de conquerir els dominis de l'Imperi persa. La mort sobtada d'Alexandre l'any 323 aC va fragmentar tornar a l'Imperi macedoni en diversos regnes, i la cultura grega es va traslladar cap a Orient, on van prosperar noves ciutats, com Pèrgam o Alexandria. Malgrat la decadència política, la sòlida cultura grega va servir de referència als regnes orientals, que van reflectir aquesta hel·lenització en les seves creacions artístiques. La influència grega va arribar a l'últim terç del segle I aC, quan Roma va aconseguir el domini del Mediterrani i va absorbir part de la cultura grega seguint la màxima d'Horaci: «Graecia capta ferum victorem cepit».

## Anàlisi formal
L'estàtua que veiem avui ha perdut el cap, els braços i els peus. És una Niké o Victòria representada com una dona amb ales que acaba de posar-se amb força i dinamisme al capdavant d'un vaixell, liderant-lo. Encara manté les ales desplegades i les seves robes s'arremolinen pel vent. Vesteix un xitó molt fi, transparent, lligat amb un nus sota el pit, que pressiona la tela. Els molts plecs d'aquesta vestimenta tan lleugera flueixen al voltant del cos, s'enganxen al pit i al ventre, insinuen i realcen les seves belles formes arrodonides. Descansa el pes sobre la cama dreta mentre l'esquerra va cap enrere, en una suau i llarga ondulació.
Des d'un punt de vista frontal, la figura es recargola i s'obre en les dues llargues corbes de les ales. Vista lateralment, s'observa una gran línia diagonal que enllaçaria des de la cama fins al cap, avui desaparegut. El dinamisme de la composició es completa amb les múltiples i delicades corbes del vestit. El moviment impetuós de la Niké s'expressa en els draps que s'agiten i volen, i en les ales desplegades cap als costats i enrere. L'escultor ha volgut captar l'instant en què se situa al capdavant de l'embarcació.
La vestimenta lleugera, de «draps mullats», adherits al cos, mig amaga les formes i les carrega de sensualitat i misteri, dotant el cos de la Niké d'una bellesa molt seductora. L'estàtua va embolicada en un fi mantell que s'adhereix al cos i en deixa veure la figura, amb les ales desplegades i en tensió. La textura és extraordinària, fins al punt que sembla que la roba que porta estigui molla. Les robes agitades pel vent configuren el dramatisme de la composició.
L'obra presenta les característiques de l'art hel·lenístic, últim període de l'escultura grega: complicació compositiva, il·lusionisme escenogràfic, grandiositat i ruptura de la proporció classicista, realisme, trencament de l'equilibri, gust pel moviment, tensió dramàtica, sensualitat i bellesa, i habilitat tècnica. Aquestes mateixes característiques formals poden ser adscrites a l'art barroc europeu d'uns 2000 anys després.

## Temàtica, significat i funció
Representa de manera al·legòrica la Victòria militar. Va ser donada pels rodis al santuari de Samotràcia per commemorar la victòria naval que obtingueren a Sire enfront d'Antioc III de Síria, l'any 190 aC, i que els suposà el control d'àmplies comarques de la Caria i la Lícia i l'aliança amb nombroses ciutat i illes pròximes. Funció commemorativa.

## Relació amb el futurisme
El 1909, en un manifest futurista de Filippo Tommaso Marinetti al diari francès Le Figaro, l'estàtua es va utilitzar com a model de l'art tradicional classicista que es criticava, a favor d'un nou art que donés protagonisme a la industrialització i les màquines. En aquest, hom pot llegir "un automòbil de curses és més bell que la Victòria de Samotràcia".
Però la relació amb el futurisme és més complexa. La sensació de moviment, de velocitat, es troba en la proposta dels pintors i escultors futuristes. Malgrat que el futurisme renega de les fórmules heretades del passat i sobretot del pes cultural de l'antiga Grècia, l'escultura Formes úniques de continuïtat en l'espai, d'Umberto Boccioni, té una viva semblança amb la Victòria de Samotràcia. Totes dues intenten recrear una mateixa sensació: el moviment ràpid i decidit d'un cos en l'espai.

## Ús popular
Aquesta estàtua, tant pel seu nom en grec antic, Niké, com per la seva ala al logotip, ha inspirat la marca esportiva Nike, que hauria de pronunciar-se de la mateixa manera.